# Iglesia de San Cipriano (Cebolla)
La iglesia parroquial de San Cipriano es un templo católico de la localidad española de Cebolla, en la provincia de Toledo. Es de estilo mudéjar sencillo.
Fue mandada edificar por el comisario del Santo Oficio, D. Fernando Martín, natural de Cebolla y cura propio, aportando personalmente grandes sumas. Construida a finales del siglo XVI y primera mitad del XVII es, quizás, el monumento más representativo de la localidad. Ya en 1632 el visitador del arzobispado de Toledo, D. Miguel Ferro Manrique, reconoce a la iglesia de Cebolla como una de las más lucidas de su partido. 
Está construida sobre una pequeña iglesia mozárabe, de la que apenas quedan como restos: la pila bautismal y algunas piedras. Los restos de la anterior iglesia fueron vendidos, como consta el traspaso del púlpito a unas monjas de Torrijos o reutilizados en la construcción de la nueva. 
Documentado en el Libro de Fábrica está el pago hecho a maestros de Toledo para hacer los nuevos pilares de la iglesia que sustituyeron a las columnas de la anterior, algunas de ellas están en el parque anexo Estos pilares fueron sacados a la luz en el proceso de acondicionamiento de la iglesia realizado en el año 2000.
La construcción del templo debió terminar hacia 1632, este mismo año se inician los trámites para la construcción de la torre, obra de Fray Lorenzo de San Nicolás, arquitecto de la torre de la iglesia de Los Navalmorales, de la cúpula y capilla mayor de la Basílica de Nuestra Señora del Prado, en Talavera de la Reina, del convento y de la iglesia de la concepción Real de Calatrava entre otras. En la anotación del libro de fábrica se mal entiende el nombre y figura Fray Lorenzo de San Minicás.
Fue consagrada el día 10 de julio de 1611 por Melchor de Soria y Vera, visitador general del arzobispado de Toledo, junto con el cementerio circundante, lo que popularmente en Cebolla se conoce como "El Cementerio", que son los jardines adyacentes y la Calle Huesario.